# Willy Alberga
Willy Alberga (Paramaribo, 31 de julio de 1947) es una periodista y escritora de Surinam. 

## Biografía
Willy es hija del escritor de Surinam Tonko Tonckens, autor de una novela sobre la costa de Paramaribo, De vicieuze cirkel. Siendo pequeña sus padres emigraron a los Países Bajos. Estudió como trabajadora social en Groningen en 1973 y posteriormente regresó junto con su familia a Surinam. 
En 1992 comenzó a trabajar para Radio Apintie, donde tenía un programa titulado Niet zomaar een gesprek sobre cultura y literatura donde entrevistaba a diversas personalidades. En la década de 1980, Alberga escribió algunas obras de teatro. Posteriormente escribió cuentos. En el 2004 ganó el segundo premio en el certamen de literatura Kwakoe en Ámsterdam. En el 2005 escribe si primera historia para niños 'Maria gaat op stap' en la recopilación Groeten uit Paramaribo. La historia 'Terug naar het dorp' fue nominada en una competencia de literatura durante el festival Duizend en een nationaliteiten en el 2006 y obtuvo una mención honoraria en el festival Kwakoe de dicho año. Según expresó el jurado: "Es una hermosa historia sobre la vida de una mujer joven y su emigración, quien primero se muda de la villa a proximidades de Paramaribo y a la vez atiende a sus hijas, y luego decide marcharse a los Países Bajos. Finalmente decide regresar a Surinam junto con su nuevo compañero 'bakra' y sus hijas e hijos".